# Alguer Miquel
Alguer Miquel i Bo (San Juan de las Abadesas, 26 de julio de 1986) es un músico y compositor español, reconocido por haber sido el cantante del grupo catalán Txarango.

## Biografía

### Inicios y Txarango
Miquel nació en San Juan de las Abadesas, municipio de la provincia de Gerona, en 1986. Junto con Sergi Carbonell y Marcel Lázara formó en 2007 la agrupación Txarango, influenciada por la música latinoamericana. Con el grupo grabó los discos de estudio Benvinguts al llarg viatge (2012), Som Riu (2014), El cor de la terra (2017) y De Vent i Ales (2020), además de algunos discos recopilatorios y de versiones.

### Otros proyectos
El músico es reconocido por sus posiciones reivindicativas y de inconformismo social. En diversas ocasiones ha dado apoyo a movimientos sociales como Payasos sin Fronteras, organización sin ánimo de lucro fundada en 1993 por un colectivo de artistas. Según ha declarado, en las letras de sus canciones pretende transmitir optimismo y alegría, y en varias ocasiones ha mostrado su postura favorable a la independencia de Cataluña y ha criticado las acciones de algunos líderes políticos.
Durante el mes de diciembre del 2014 se adhirió al manifiesto de la candidatura municipal Capgirem Vic. De cara a las elecciones al Parlamento de Cataluña de 2015, se presentó en un lugar simbólico de la lista de la Candidatura de Unidad Popular-Llamada Constituyente en la circunscripción de Gerona.
En 2014 aportó su voz en la canción "Som una melodía" del grupo de rock Buhos, perteneciente al disco Natura Salvatje. En 2019 apareció como colaborador en el álbum 1016: El círculo rojo del músico español Alfred García. En mayo de 2021 apareció como cantante invitado en el sencillo "Si et quedes amb mi" de la agrupación Sopa de Cabra, y en mayo de 2022 colaboró con la asociación ARTransforma en el espectáculo Capgirar.

## Discografía

### Con Txarango
- Benvinguts al llarg viatge (2012)
- Som riu (2014)
- El cor de la terra (2017)
- De vent i ales (2020)
- El gran ball (2021)

### Colaboraciones
- 2014 - Natura Salvatje (Buhos)
- 2019 - 1016: El círculo rojo (Alfred García)
- 2021 - Si et quedes amb mi (Sopa de Cabra)